# Akrahreppur
Akrahreppur est une ancienne municipalité du centre de l'Islande.

## Histoire
En mai 2022, la municipalité fusionne avec Skagafjörður.